# STS-123
La STS-123 va ser una missió de la NASA al transbordador espacial Endeavour, donant continuïtat a la construcció de l'Estació Espacial Internacional, sent la 25a missió destinada a la ISS, i la 122a del programa del transbordador espacial, sent també anomenada com a missió 1J/A per al muntatge de la ISS.
La data original prevista per al seu llançament era la del 14 febrer de 2008, encara que a causa dels continus retards de la missió STS-122, el llançament es va produir l'11 de març de 2008. Va retornar a la Terra el 26 març de 2008.
Els principals objectius de la STS-123 eren: acoblar el primer dels mòduls del Laboratori japonès Kibo i ampliar el braç robòtic de la ISS (Canadarm 2) amb la instal·lació del  Special Purpose Dexterous Manipulator (SPDM).

## Tripulació
- Dominic Gorie (4) - Comandant
- Gregory H. Johnson (1) - Pilot
- Robert L. Behnken (1) - Especialista de la Missió 1
- Michael Foreman (1) - Especialista de la Missió 2
- Richard M. Linnehan (4) - Especialista de la Missió 3
- Takao Doi (2) - Especialista de la Missió 4 - japonès (JAXA)

Portat a la ISS Expedició 16
- Garrett Reisman (2) - Enginyer de vol

Portat de la ISS Expedició 16
- Léopold Eyharts (2) - Enginyer de vol - francès (ESA)

 Entre parèntesis, el nombre de missions de l'astronauta, inclosa la STS-123